# Wyeomyia mattinglyi
Wyeomyia mattinglyi är en tvåvingeart som beskrevs av Lane 1953. Wyeomyia mattinglyi ingår i släktet Wyeomyia och familjen stickmyggor. Inga underarter finns listade i Catalogue of Life.